# Обрусник, Валентин Петрович
Валентин Петрович Обрусник (25 февраля 1935, село Погребы, Полтавская область — 25 февраля 2016, Томск) —  советский и российский учёный, доктор технических наук, заслуженный деятель науки и техники РФ.

## Биография
Родился в семье инженера, впоследствии — участника Великой Отечественной войны, ставшего профессиональным военным. Семья часто переезжала по местам службы отца.
В детстве и юности много занимался спортом, в том числе и боксом.
Окончил Томский политехнический институт (1957, с отличием), кафедра «Электропривод и автоматизация промышленных предприятий» электромеханического факультета. Работал там же: ассистент, старший преподаватель, доцент (1967).
В 1968—1978 в НИИ АЭМ: заведующий отделом и отделением, заместитель директора по научной работе.
С 1978 г. на научно-преподавательской работе в ТИАСУР (ТУСУР): проректор по учебной работе (1978—1990), зав. кафедрой теоретических основ электротехники ТУСУР (1980—1986), зав. кафедрой электропривода и автоматизации промышленных предприятий ТПУ (1986—1997).
Доктор технических наук (1980), профессор (1981).
Автор и соавтор 5 монографий, 4 учебников, 12 учебных пособий.
Заслуженный деятель науки и техники РФ. Награды: медаль «Ветеран труда», золотая, серебряная и бронзовая медали ВДНХ СССР; нагрудный знак «Изобретатель СССР».